# Gremminer See
Der Gremminer See oder Ferropolissee ist ein aus dem ehemaligen Tagebau Golpa-Nord hervorgegangener Tagebaurestsee. Er ist der achtgrößte See und zugleich einer der nördlichsten Seen des Mitteldeutschen Seenlandes. Der Name leitet sich vom überbaggerten Ort Gremmin ab. Der Gremminer See liegt nördlich der Stadt Gräfenhainichen, die sich im Endmoränengebiet Hochfläche von Gräfenhainichen-Schmiedeberg, auch Dübener Heide, in Sachsen-Anhalt befindet.

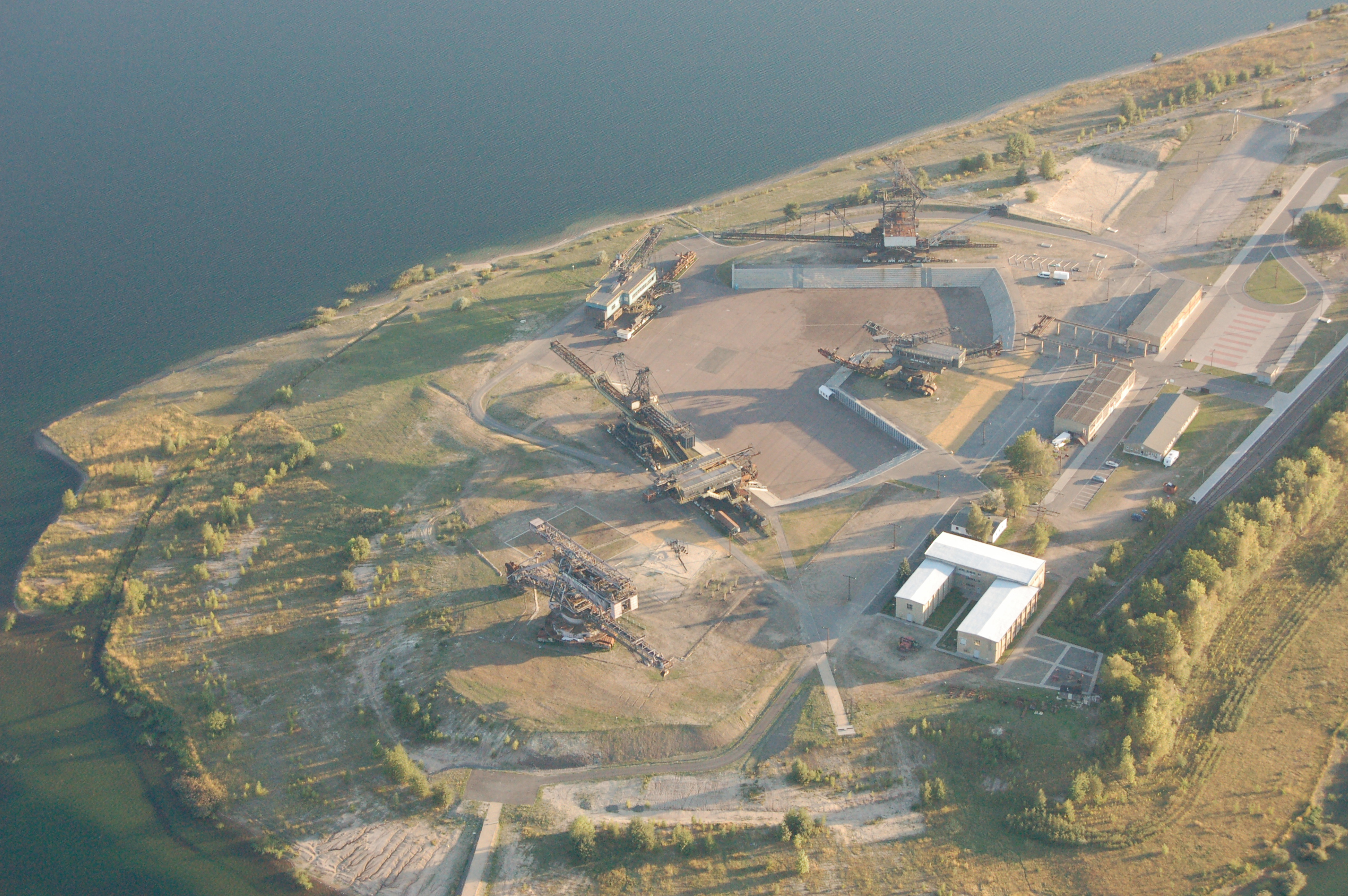
Luftbild der Halbinsel

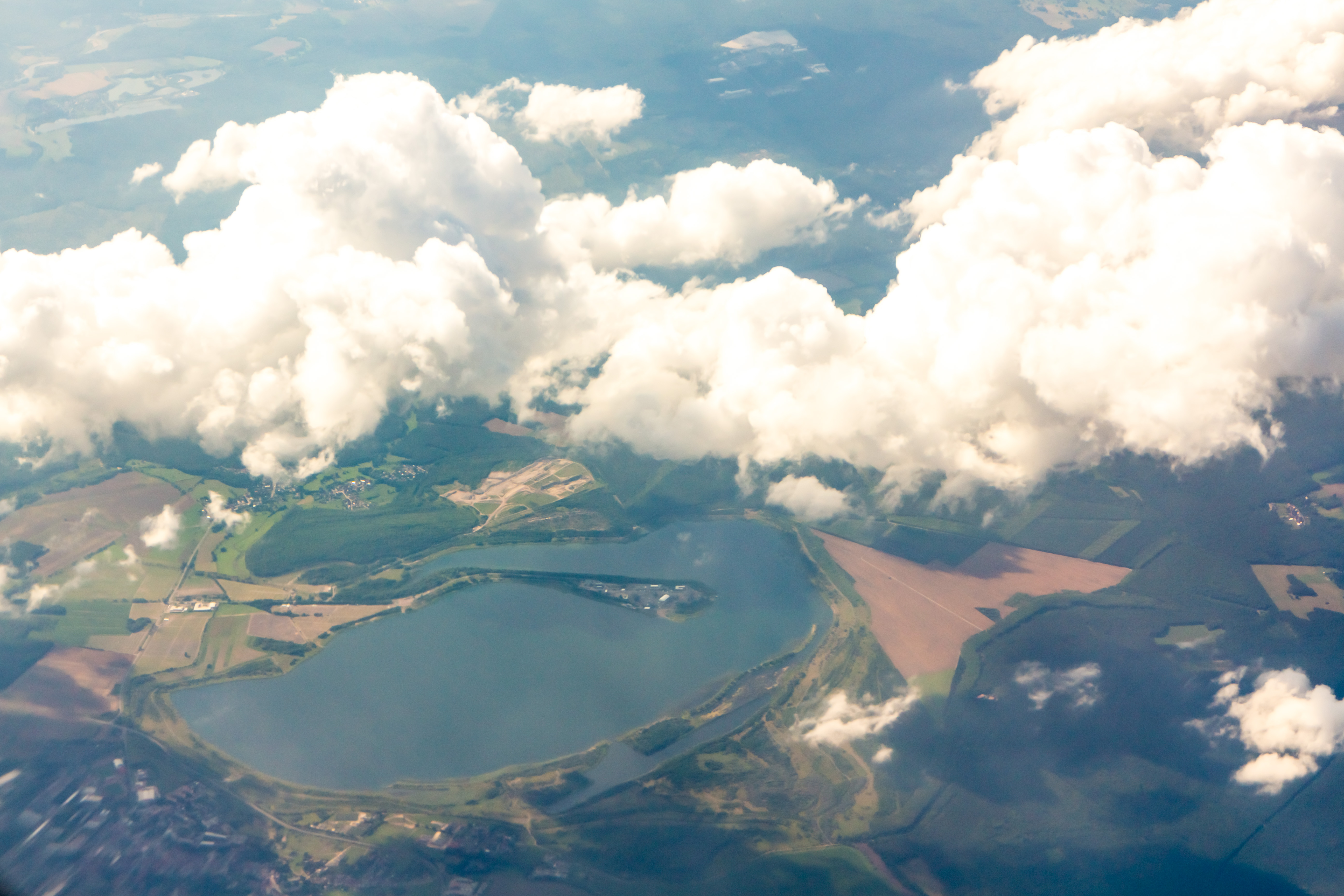
Ferropolis, Gremminer See, Juli 2015

Auf einer Halbinsel befindet sich das Freilichtmuseum Ferropolis, in dem fünf ehemalige Tagebaugroßgeräte ausgestellt werden, die eine große Arena für 25.000 Zuschauer umschließen.

## Entwicklung
Die Flutung des ehemaligen Tagebaus begann im Jahr 2000. Sie sollte ursprünglich 2012 abgeschlossen sein, dieser Zeitpunkt verzögerte sich jedoch mehrfach.
Zeitweise wurde der Wasseranstieg durch Wasserzufuhr über eine Rohrleitung von der 12,5 Kilometer entfernten Mulde beschleunigt. Wegen technischer Probleme musste die Flutungsanlage 2009 ihren Betrieb einstellen. Die für die Jahre 2013 bis 2015 geplante Einleitung von Überschusswasser aus dem Gröberner See kam nicht zustande; der Wasserstand lag 2012 bei 77,8 und 2016 bei 77,4 Metern über Normalhöhennull. Der geplante endgültige Wasserstand von 78,6 Metern NNH war auch 2019 noch nicht ganz erreicht.

## Eigentümer
2004 verkaufte die Lausitzer und Mitteldeutsche Bergbau-Verwaltungsgesellschaft mbH (LMBV) den See an eine Gesellschaft der schwäbischen Merckle Unternehmensgruppe. Er steht aktuell (2019) im Eigentum der Blausee GmbH. Dieser und weiteren zur Gruppe zählenden Firmen, die sich ebenfalls der Entwicklung und wirtschaftlichen Nutzung von Eigentumsland widmen, gehören mehrere Bergbaufolgeseen und angrenzende Grundstücke in Mitteldeutschland, darunter auch der Gröberner See südlich von Gräfenhainichen. 2019 erwarb die Blausee GmbH Anteile an der Ferropolis-Betreibergesellschaft.

## Einschränkung der Nutzung durch Bergrecht
Bis August 2020 war die öffentliche und private Nutzung der Seefläche und des Uferstreifens aufgrund des geltenden  Bergrechts nur im Rahmen von Sondergenehmigungen möglich, über die das Landesamt für Geologie und Bergwesen entscheiden musste. Die Bebauung der Uferbereiche blieb solange ausgeschlossen. Zuständiger Bergbausanierer ist die LMBV.
2006 wurde im Rahmen einer Zwischennutzung erstmals das Baden unter Aufsicht von Rettungsschwimmern ausschließlich für zwei Badestellen genehmigt. Diese Situation bestand 2010 und 2015 weiter. Auch 2019 unterlag der See noch dem Bergrecht.
Am 29. August 2020 wurde schließlich vom Landkreis Wittenberg eine neue Verordnung zur Regelung der Benutzung des Gremminer Sees veröffentlicht. Diese erlaubt seitdem das Baden an den ausgewiesenen Badestellen, das Befahren des Sees mit kleinen Fahrzeugen (im Sinne der Verordnung ist damit jeder Schwimmkörper (inkl. Board) gemeint, der zur Fortbewegung bestimmt ist (mit und ohne Elektromotor), sowie Ruder- und Segelboote mit einer Länge von nicht mehr als 10 Metern und weniger als 2,50 Meter Breite) sowie das Tauchen unter Beachtung u. a. naturschutzrechtlicher Bestimmungen.

## Nutzung
Seit 2020 ist die Nutzung des Gremminer Sees zum Baden, Tauchen und für verschiedene andere Wassersportarten gestattet. Zwei Badestellen am Süd- und am Westufer des Gremminer Sees können genutzt werden. Am Freilichtmuseum Ferropolis befindet sich ein Fahrradverleih, zudem wird dort seit 2020 das Campen unter Baggern angeboten. Ein von Schülern gestalteter Kunstpfad führt vom Stadtbalkon Gräfenhainichen in Richtung Ferropolis. Um den See herum führt ein teilweise asphaltierter Rundweg. Der Gremminer See liegt an der Radroute KOHLE | DAMPF | LICHT | SEEN, die u. a. die verschiedenen Bergbaufolgeseen der Region miteinander verbindet.